# NGC 256

NGC 256

NGC 256 هي مجرة تتبع كوكبة الطوقان. اكتشفها جون هيرشل في 11 أبريل 1834.

## روابط خارجية
- NGC 256 على موقع ويكي سكاي: DSS2, SDSS, GALEX, IRAS, Hydrogen α, X-Ray, Astrophoto, Sky Map, Articles and images